# Miroslav Plešmíd

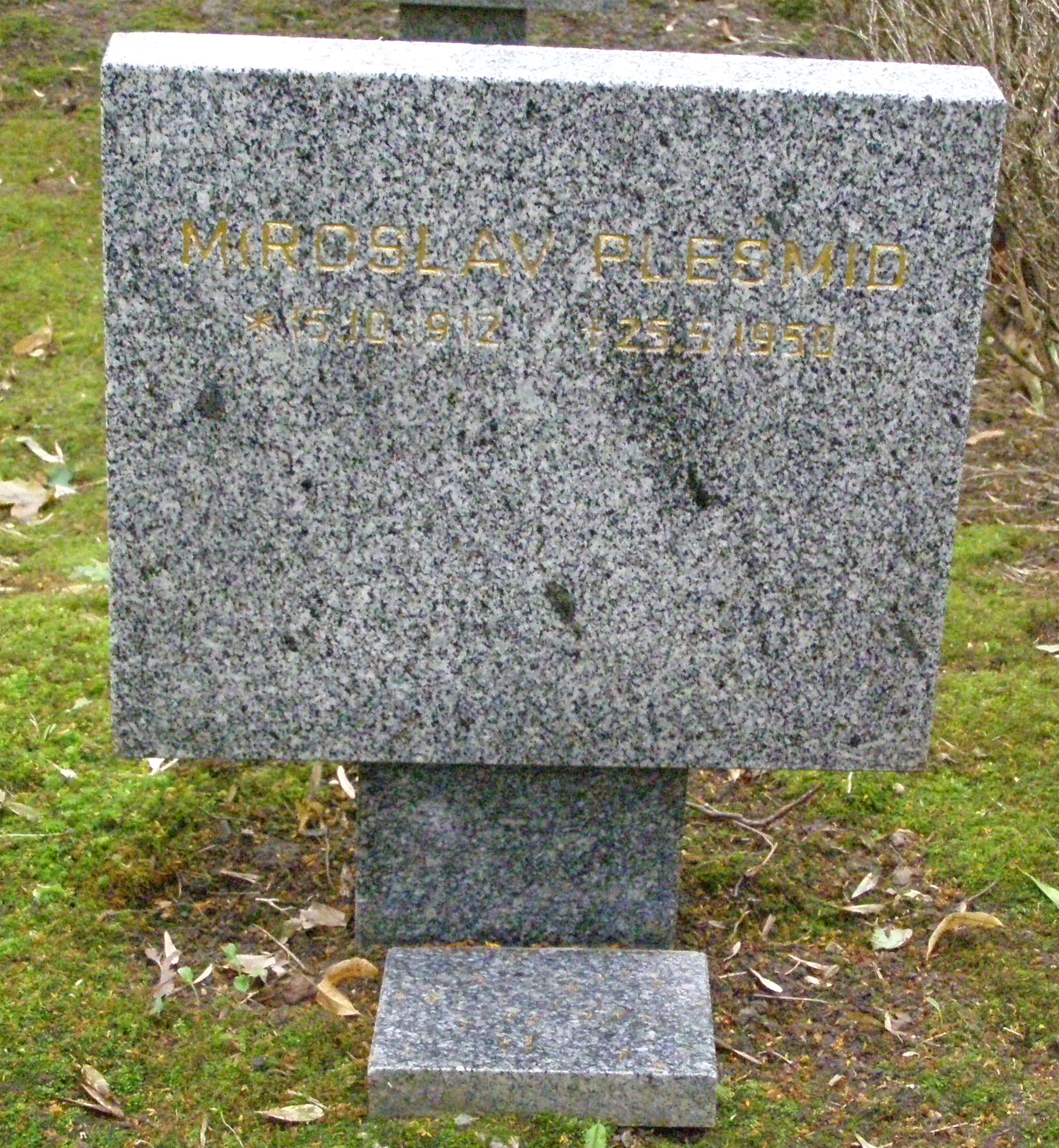
Symbolický hrob na Čestném pohřebišti popravených a umučených z padesátých let (III. odboj) na Ďáblickém hřbitově v Praze

Miroslav Plešmíd (15. října 1912 Praha – 25. května 1950 Věznice Pankrác) byl český major Československé armády odsouzený v politickém procesu komunistickým režimem k trestu smrti a v roce 1950 popraven.

## Životopis
Narodil se v roce 1912 v Praze. Po absolvování reálné školy studoval na ČVUT obor stavební inženýrství. Na škole absolvoval čtyři semestry studia. V říjnu 1935 nastoupil povinnou vojenskou službu. V letech 1936 až 1937 poté studoval na škole pro důstojníky lehkého dělostřelectva v záloze. Od října 1937 do srpna 1938 poté studoval na Vojenské akademii v Hranicích, kterou opustil v hodnosti poručíka. Měl přítelkyni židovské národnosti, která později zemřela v koncentračním táboře.

### Druhá světová válka
Po okupaci Československa nacistickým Německem odešel v červnu 1939 přes Polsko do Francie. V ní se stal členem cizinecké legie a od září 1939 působil v Agde u nově zformovaných československých jednotek. V říjnu 1939 se stal velitelem 1. baterie 1. československého dělostřeleckého pluku v Port la Nouvelle. Poté se po kapitulaci Francie v červnu 1940 přesunul do Velké Británie, kde působil u baterie KPÚV. Neúčastnil se ovšem přímých bojů a později požádal o přemístění k jednotkám Svobodné Francie. V září 1943 se tak stal velitelem dělostřelecké baterie koloniálního dělostřelectva Francie na ostrově Madagaskar.

### Návrat do Československa
Po konci druhé světové války byl v srpnu 1945 demobilizován. V Československé armádě se pak stal štábním kapitánem dělostřelectva s působištěm na Ministerstvu národní obrany. V říjnu 1946 poté dosáhl hodnosti majora. Posléze začal studovat na Vysoké škole válečné a v květnu 1947 ve studiích pokračoval na francouzské válečné škole. Poté se vrátil ke studiím na Vysoké škole válečné, kde začal studovat již třetím rokem. V červnu 1949 byl přesunut do Litoměřic.

### Zatčení, soud a smrt
V červenci 1949 byl náhle zatčen agenty Státní bezpečnosti. Spolu s Josefem Pohlem měl být podle zcela smyšlených obvinění vůdcem protistátní skupiny. V rámci své činnosti měl přitom západním zemím předávat tajné informace a působit tak jako špion. Plešmíd se k činům přiznal poté, co byl ve vazbě brutálně mučen. V lednu 1950 byl poté odsouzen k trestu smrti. Dalších deset osob, které měly se skupinou údajně spolupracovat, bylo odsouzeno k dlouholetým trestům odnětí svobody. Popraven byl v květnu 1950.

### Rehabilitace
Po sametové revoluci byl v roce 1991 rehabilitován a in memoriam povýšen do hodnosti plukovníka. Jeho hrob se nachází na Praze 8. V Litoměřicích byla k uctění jeho památky v roce 2000 instalována pamětní deska.